# Ernst Emil Struve
Ernst Emil Struve (* 18. März 1802 in Görlitz; † 10. Mai 1878) war Philologe, Lehrer, Sekretär der Oberlausitzischen Gesellschaft der Wissenschaft, Autor, Professor und Konrektor am Gymnasium in Görlitz. Zwischen 1866 und 1874 gab er neun Bände des Neuen Lausitzischen Magazins heraus.

## Biografie

### Familie
Struve war der Sohn des Arztes Christian August Struve und Henriette Caroline (geb. Ehalt). Benjamin August Struve, der Gründer der Görlitzer Ratsapotheke, die auch als Struve-Apotheke bezeichnet wird, war sein Großvater.
In Struves Stammbaum sind einige prominente Personen vertreten. Er war ein Ururenkel des Magdeburger Juristen Georg Adam Struve. Von dessen Söhnen sind zu nennen: Burkhard Gotthelf Struve, Friedrich Gottlieb Struve und Ernst Gotthold Struve. Des letzteren Söhne waren unter anderem sein gleichnamiger Sohn Ernst Gotthold Struve und Benjamin August Struve, Ernst Emils Großvater. Auch Friedrich Adolph August Struve gehörte zur Familie, er war ein Enkel Ernst Gotthold Struves des Jüngeren. Anton Sebastian von Struve war ein Sohn Friedrich Gottlieb Struves.

### Ausbildung und Beruf
Struve besuchte acht Jahre das Görlitzer Gymnasium und absolvierte zu Ostern 1821 sein Abitur. Danach studierte er in Berlin ein Jahr Theologie und dann bis 1825 Philologie. Im philologischen Seminar, dem er angehörte, verband ihn offenbar eine gewisse Vertrautheit mit Buttmann. Besonders oder ausschließlich beschäftigte sich Struve in dieser Zeit mit der Philosophie Georg Wilhelm Friedrich Hegels. Struves Lehrer waren seinen Angaben zufolge Neander, Schleiermacher, Hegel, Wolf, Böckh, Bernhardi, Lachmann, Becker, Wilken, v. Raumer, Ritter und Bopp, eine weitere Quelle fügt Seymour und Zeune hinzu. Ostern 1825 bestand er sein Oberlehrer-Examen.
Er unterrichtete nun zwar ausgiebig, allerdings ohne feste Anstellung vier Jahre am Friedrich-Wilhelm-Gymnasium in Berlin. Am 11. Mai 1829 starb der Görlitzer Konrektor Kunerth. Struve hielt eine Probevorlesung in Görlitz und wurde daraufhin zum neuen Konrektor gewählt. Außerdem unterrichtete Struve das Fach Französisch. 1830 erhielt er in Jena den Doktortitel für Philosophie, 1854 den Professorentitel.
Struve war seit 1840 verheiratet mit Luise Melos, deren Schwester Ida mit Ferdinand Freiligrath verheiratet war. Erhalten ist ein Brief des letzteren von März 1843 an Struve. Aus der Ehe entstammte mindestens Paul Struve (* 23. Oktober 1834)
Im März 1866 wurde Struve zum Sekretär der Oberlausitzischen Gesellschaft der Wissenschaften erwählt. Seine damit einhergehenden Aufgaben, wozu neben Nachrichten aus der Lausitz und der Wissenschaftsgesellschaft auch die Redaktion des Neuen Lausitzischen Magazins und die Jahresberichte gehörten, beanspruchten ihn so sehr, dass ihm zu seinem Leidwesen keine Zeit mehr für eigene wissenschaftliche Arbeiten blieb.

1875 wurde er krank und legte seine Arbeit als Sekretär nieder.

## Werke
als Autor
- Verzeichniss der Handschriften und geschichtlichen Urkunden der Milich'schen (Stadt- oder Gymnasial-)Bibliothek in Görlitz. Görlitz 1869.
- Zur Feier des vereinigten Rudolph von Gersdorfischen und Karl Gehlerschen Gedächtniß-Actus (auch: Einiges über den Unterricht im Lateinischen). Heinze (Verlag), Görlitz 1853.
- Verzeichniss und Beschreibung einiger Handschriften auf der Bibliothek des Gymnasiums zu Goerlitz: 2. Fortsetzung. Görlitz 1839.
- Die italiaenischen und lateinischen Handschriften der Bibliothek des Gymnasium zu Goerlitz: Verzeichniss, Beschreibung, Lesarten, Auszuege. Görlitz 1836.
- Zur Erinnerung an Carl Friedr. Imman. Bergmann. Heinze (Verlag), Görlitz 1835. (Online)

als Herausgeber:
- Neues Lausitzisches Magazin, Bände 43–51. 1866–1874.
- Johannes Hass: Görlitzer Rathsannalen, Band 3. Görlitz 1870. (Online)